# نوكسولو سيزاني
نوكسولو سيزاني (مواليد 11 أكتوبر 2000) هي لاعبة كرة قدم جنوب أفريقية تلعب في مركز الوسط لصالح نادي الدوري السعودي الممتاز للسيدات شعلة الشرقية ومنتخب جنوب أفريقيا للسيدات.
كانت جزءًا من المنتخب الوطني عندما فازوا بأول لقب قاري لهم في كأس الأمم الأفريقية للسيدات 2022. كانت سيزاني جزءًا من فريق جامعة ويسترن كيب عندما أصبحوا أول جامعة تفوز بـبطولة كوسافا لأبطال الأندية للسيدات وتتأهل إلى دوري أبطال إفريقيا للسيدات. اُختيرت ضمن أفضل تشكيلة في البطولة.

## الحياة الشخصية
سيزاني أخت توأم، سينوكسولو سيزاني.

## النشأة
ولدت سيزاني عام 2000 في كيب تاون، جنوب أفريقيا، ونشأت في غوغوليثو. نشأت سيزاني وهي تلعب كرة القدم مع الأولاد قبل الانضمام إلى نادي الفتيات كيب تاون روزيس مع أختها التوأم سينوكسولو، حيث صعدتا كلتاهما إلى الفريق الأول للنادي في سن الثانية عشرة.

## المسيرة الجامعية
أمضت سيزاني أربع سنوات في جامعة ويسترن كيب، حيث لعبت في دوري جنوب إفريقيا للسيدات.

## مسيرة الأندية

### ستاد ريمس
بعد المشاركة في كأس الأمم الأفريقية للسيدات 2022، جذبت سيزاني اهتمام النادي الفرنسي ستاد ريمس. في سبتمبر 2022، وقعت عقدًا لمدة عام واحد مع النادي للعب في الدوري الفرنسي الدرجة الأولى للسيدات.

### تايجرز أونال
في فبراير 2023، سعيًا للحصول على مزيد من وقت اللعب، وقعت لصالح فريق الدوري المكسيكي الممتاز للسيدات تايجرز.

### جامعة ويسترن كيب
في أغسطس 2024، كانت جزءًا من الفريق الذي فاز بـبطولة كوسافا لأبطال الأندية للسيدات 2024. اُختيرت سيزاني ضمن أفضل تشكيلة لمرحلة المجموعات وكذلك أفضل تشكيلة للبطولة بشكل عام.

### شعلة الشرقية
في سبتمبر 2024، وقعت لصالح فريق الدوري السعودي الممتاز للسيدات شعلة الشرقية.

## المسيرة الدولية
في عام 2019، لعبت سيزاني أول مباراة لها مع منتخب جنوب أفريقيا لكرة القدم للسيدات. كانت سيزاني جزءًا من الفريق الجنوب أفريقي الذي فاز بـكأس الأمم الأفريقية للسيدات 2022.

### الأهداف الدولية
| رقم | التاريخ        | الملعب                               | الخصم     | النتيجة | النتيجة النهائية | البطولة                   |
| --- | -------------- | ------------------------------------ | --------- | ------- | ---------------- | ------------------------- |
| 1   | 5 أغسطس 2019   | ملعب ولفسون، كوازاخيلي، جنوب أفريقيا | مدغشقر    | 2–1     | 3–1              | بطولة كوسافا للسيدات 2019 |
| 2   | 18 فبراير 2023 | مجمع ميركل الرياضي، ألانيا، تركيا    | أوزبكستان | 3–0     | 3–0              | كأس تركيا للسيدات 2023    |
| 3   | 4 يونيو 2024   | ملعب لات ديور، تييس، السنغال         | السنغال   | 2–0     | 2–0              | مباراة ودية               |

## أسلوب اللعب
تعمل سيزاني بشكل رئيسي كلاعبة وسط وتشتهر بمهارتها.

## التكريمات
جامعة ويسترن كيب
- بطولة كوسافا لأبطال الأندية للسيدات: 2024

جنوب أفريقيا
- كأس الأمم الأفريقية للسيدات: 2022[2]